# Powiślanka Lipsko
KS Powiślanka Lipsko – klub sportowy założony w 1964 roku, mający swą siedzibę w Lipsku. Aktualnie występuje w 6. lidze (radomska klasa okręgowa).

## Informacje ogólne
- Pełna nazwa: Klub Sportowy Powiślanka Lipsko
- Rok założenia: 1964
- Barwy klubowe: biało-zielono-czerwone
- Stadion: Miejski Stadion Sportowy w Lipsku
  - Wymiary: 108x75( boisko dolne) 100z70 (boisko górne)
  - Pojemność: 1000 w tym 498 siedzących, 502 stojące (boisko dolne), 250 siedzących. (Boisko gorne)
  - Najwięcej widzów: 1000 na meczu z Szydłowianką Szydłowiec w sezonie 05/06
  - Oświetlenie: 1000lux w trakcie budowy(boisko dolne), 500lux(boisko gorne)

## Sukcesy
- 1968: awans do A klasy
- 1970: awans do ligi okręgowej
- 1986: awans do centralnej III ligi
- 1997: awans do IV ligi
- 2002: awans do MLS (V liga)
- 2005: awans do IV ligi
- 2006: awans do MLS (V liga)
- 2007: awans do radomskiej ligi okręgowej
- 2023: zwycięstwo w forBET Puchar Polski na szczeblu okręgu radomskiego

## Sekcje
- piłka nożna
- siatkówka
- piłka ręczna
- tenis stołowy
- podnoszenie ciężarów

Obecnie funkcjonuje tylko sekcja piłki nożnej.